# قلب أيمن

رسم تخطيطي لقلب مفتوح (منظر أمامي)، تشير الأسهم البيضاء للجريان الدموي الطبيعي

القلب الأيمن مصطلح يطلق على كل من الأذين الأيمن والبطين الأيمن ويمثل الجزء من القلب الذي يحتوي على الدم غير المؤكسج.
يصل الدم غير المؤكسج إلى الأذين الأيمن عبر الوريدين الأجوفين العلوي والسفلي. يقوم الأذين الأيمن بعدها بضخ الدم نحو البطين الأيمن عبر الدسام التاجي، وأخيرا يقوم البطين الأيمن بضخ الدم نحو الجذع الرئوي عبر الدسام الرئوي.